# Denice Klarskov
Pour les articles homonymes, voir Klarskov.
Denice Klarskov (née le 18 avril 1986), également connue sous le nom de Denice K., est une actrice danoise de films pornographiques.

## Carrière
Klarskov commence sa carrière à 16 ans en tant que modèle, apparaissant dans plusieurs magazines et atteint la finale du concours de beauté Miss Solskin (da). Elle a joué dans son premier film pornographique à l'âge de 18 ans. En 2004, elle a déménagé à Los Angeles où elle a travaillé pendant plusieurs années dans l'industrie pornographique.
Klarskov a ensuite fondée et dirigé la maison de production danoise de films pornographiques DK Production,,,.
Fréquente invitée des émissions de radios danoises telles que Anne og de herreløse hunde - nu uden Anne sur l'ANR (Aalborg Nærradio),, Klarskov a aussi été, en 2012, le sujet d'un épisode de la série documentaire Emils damer d'Emil Thorup (da), diffusée par le DR HD,.
Elle est mariée et vit à Lundby, Vordingborg.

## Prix
- 2008 : XRCO Award nomination pour Unsung Siren[12]
- 2010 : AVN Award nomination – Meilleure scène de sexe de Groupe pour Ben Dover's Busty Babes[13]